# أليخاندرا غونزاليس سوكا

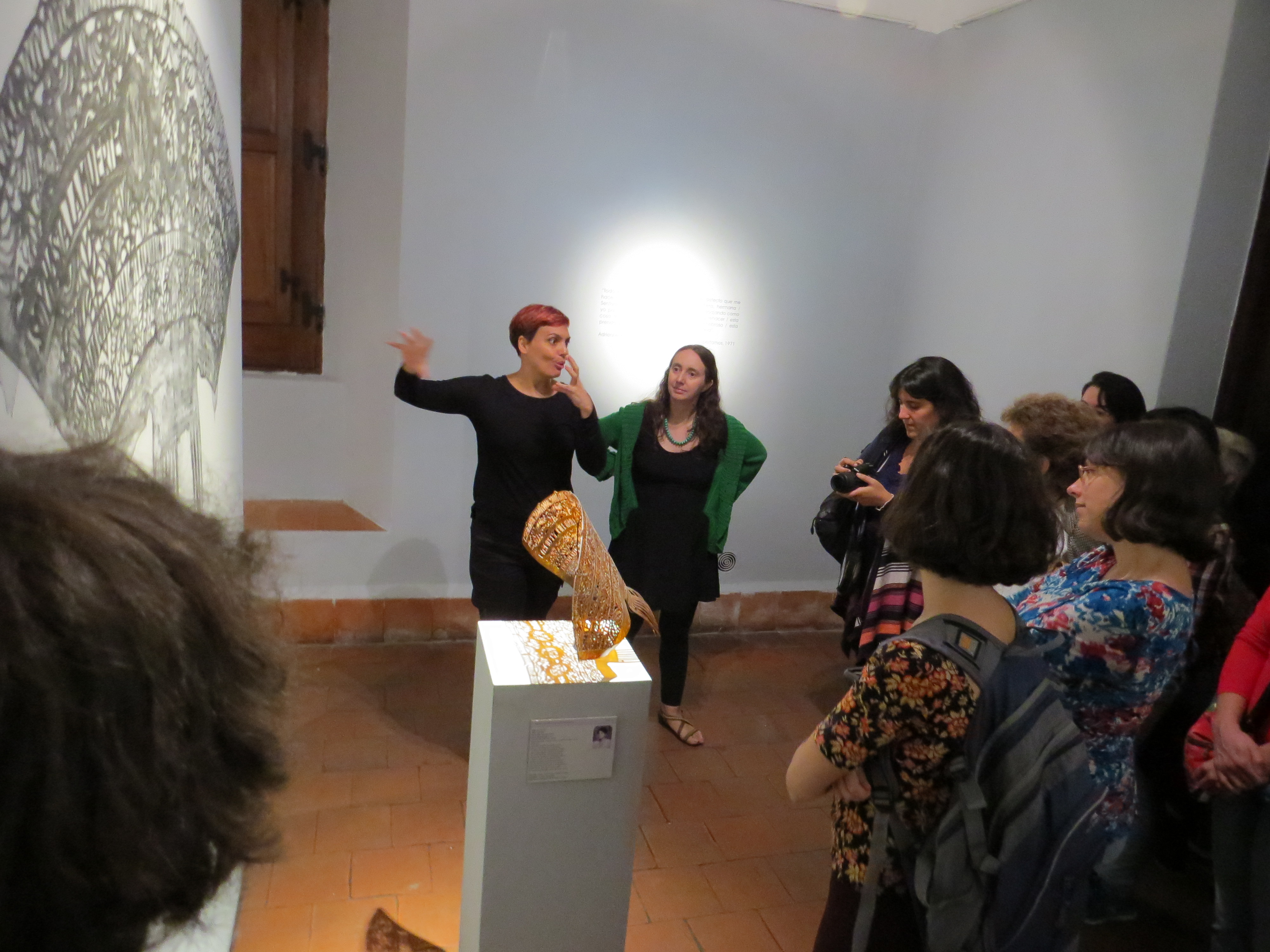
أليخاندرا غونزاليس سوكا تُقدّم جولةً في معرضها "الإرث (الخفي)" في مبنى بلدية مونتيفيديو. هذا المعرض جزءٌ من فعالية "المرأة في الفن والثقافة في أوروغواي". ١٢ مارس ٢٠١٦.

أليخاندرا غونزاليس سوكا (بالإنجليزية: Alejandra González Soca) من مواليد 16 يناير 1973. هي فنانة بصرية وعالمة نفس ومعلمة أوروغوائية.

## سيرة ذاتية
تعيش أليخاندرا غونزاليس سوكا في مونتيفيديو. تخرجت من جامعة الجمهورية بدرجة في الفنون البصرية وحاصلة على شهادة في علم النفس من جامعة أوروغواي الكاثوليكية. شاركت في مشاريع ومعارض فنية فردية وجماعية على الصعيد الوطني والخارجي. ومنذ عام 1999، عقدت ورشة عمل في استوديو بي كاسا حيث طورت ممارستها الفنية والتدريسية.

## وصلات خارجية
- الموقع الرسمي